# Assane Dioussé
Assane Dioussé El Hadji (* 20. September 1997 in Dakar) ist ein senegalesischer Fußballspieler. Der Mittelfeldspieler steht bei der AJ Auxerre unter Vertrag.

## Karriere
Dioussé kam 2010 zum FC Empoli und spielte bis 2015 in verschiedenen Jugendmannschaften des Vereins. In der Rückrunde der Saison 2014/15 stand Dioussé regelmäßig im Kader der Azzurri, kam jedoch nicht zum Einsatz. Sein Debüt in der Serie A gab Dioussé am 23. August 2015, dem ersten Spieltag der Saison 2015/16. Bei der 1:3-Niederlage gegen Chievo Verona stand er in der Startformation.
Im August 2017 wechselte er für eine Ablösesumme in Höhe von fünf Millionen Euro zur AS Saint-Étienne. Anfang 2019 wurde der Senegalese bis Saisonende an Chievo Verona ausgeliehen. Im September 2020 folgte eine einjährige Leihe an den MKE Ankaragücü. Im Anschluss verbrachte er ein weiteres Jahr in Saint-Étienne, bevor er sich im Sommer 2022 OFI Kreta anschloss. Nach einem Jahr in Griechenland kehrte er nach Frankreich zurück und wechselte zur AJ Auxerre in die Ligue 2.